# Мартазов, Константин Александрович
Константин Александрович Мартазов (30 декабря 1919, Андросово, Нижегородская губерния, РСФСР, — 11 июня 1993, Москва, Россия) — советский стрелок.

## Биография
В 1939 году призван в войска НКВД. Во время Великой Отечественной войны служил в 55-м полку войск НКВД по охране особо важных объектов промышленности и железных дорог и 31-м отдельном дивизионе бронепоездов войск НКВД.
Во время службы начал заниматься стрелковым спортом. Выступал за «Динамо» (Москва).
10-кратный чемпион СССР лично и в составе команды (1948—1955), неоднократный серебряный и бронзовый призер.
В 1952 году занял четвертое место на летних Олимпийских играх.
Помнится, на XV Олимпийских играх 1952 года в стрельбе из произвольного малокалиберного пистолета К. Мартазов имел хорошие шансы на призовое место. На последнюю серию ему оставалось немногим более 10 минут, поэтому нужна была максимальная собранность, чтобы успешно закончить упражнение. В этот момент один из фотокорреспондентов перелез через канат, отделявший стрелков от зрителей, и стал фотографировать Мартазова. Это выбило его из колеи, и стрелок оказался за чертой призеров.
В 1954 году стал двукратным чемпионом мира в командном зачете.
Двукратный чемпион Европы 1955 года в командном зачете и бронзовый призер в личном зачете.
Неоднократный рекордсмен мира, Европы и СССР.
С октября 1966 года — в отставке.
Заслуженный мастер спорта СССР, судья всесоюзной категории (1976), судья международной категории, почетный судья по спорту (1980). Почётный динамовец.